# Bloomingdale (Ohio)
Bloomingdale ist ein Village im Jefferson County des US-Bundesstaates Ohio. Im Jahr 2010 hatte Bloomingdale 202 Einwohner.

## Geographie
Umgeben wird Bloomingdale von East Springfield und von Richmond im Norden und von Wintersville und Steubenville im Osten.